# Grammy Award for Best Latin Pop Album

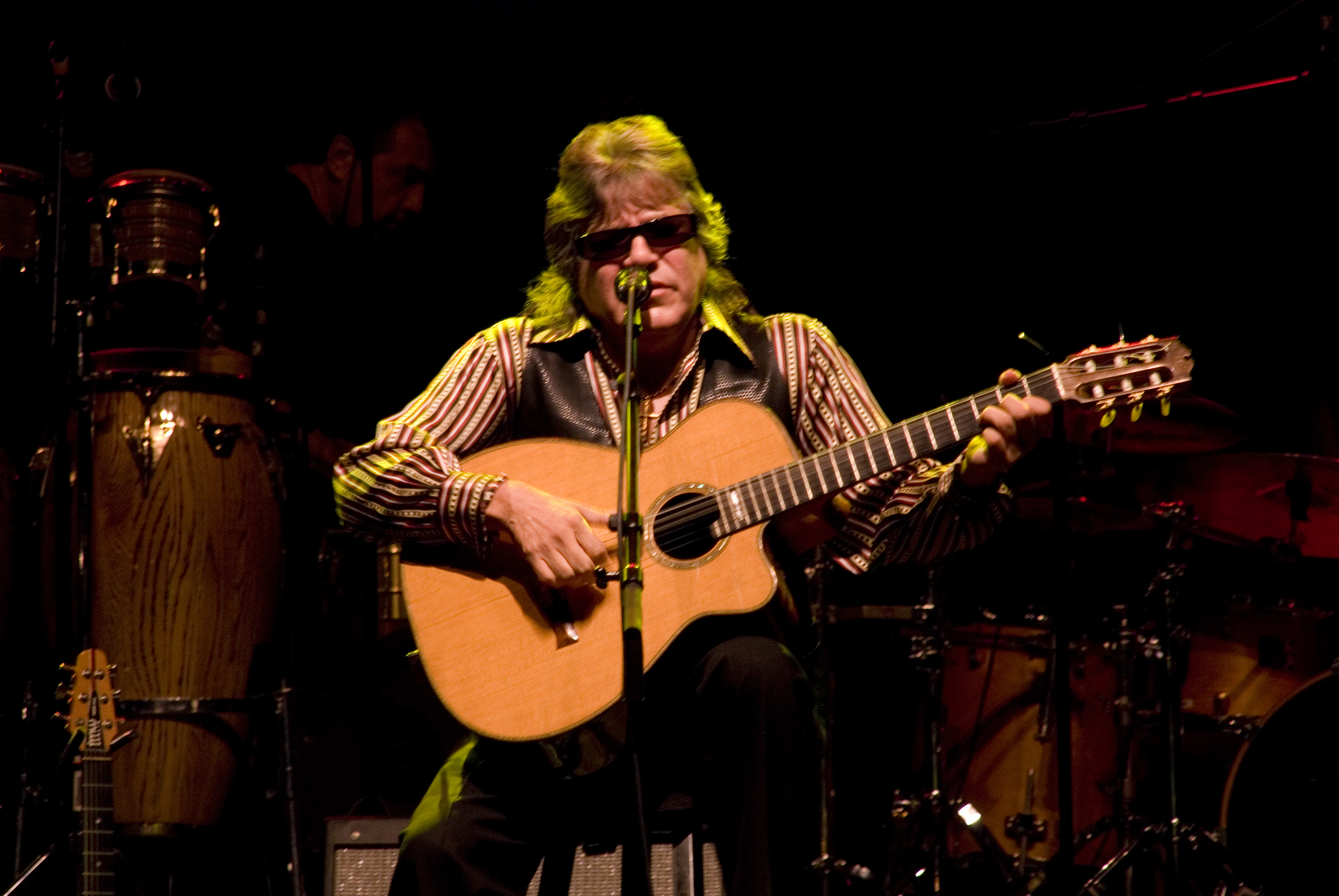
Der puerto-ricanische Sänger José Feliciano ist bisher der häufigste Gewinner des Grammy Award for Best Latin Pop Album

Der Grammy Award for Best Latin Pop Album, auf Deutsch „Grammy-Auszeichnung für das beste Latin-Pop-Album“, ist ein Musikpreis, der seit 1989 von der amerikanischen Recording Academy im Bereich der lateinamerikanischen Musik verliehen wird.

## Geschichte und Hintergrund
Die seit 1959 verliehenen Grammy Awards werden jährlich in zahlreichen Kategorien von der Recording Academy in den Vereinigten Staaten vergeben, um künstlerische Leistung, technische Kompetenz und hervorragende Gesamtleistung ohne Rücksicht auf die Albumverkäufe oder Chartposition zu würdigen.
Eine dieser Kategorien ist der Grammy Award for Best Latin Pop Album. Seit ihrer Erstverleihung hat diese Auszeichnung geringfügige Namensänderungen erfahren: In den Jahren 1984 bis 1991 und 1995 bis 2000 hieß der Preis Grammy Award for Best Latin Pop Performance und 1992 bis 1994 sowie 2001 bis heute Grammy Award for Best Latin Pop Album. Im Jahr 2012 wurde der Preis aufgrund einer umfassenden Überarbeitung der Grammy-Kategorien nicht verliehen. In diesem Jahr wurden Aufnahmen in dieser Kategorie in der neuen Preiskategorie Grammy Award for Best Latin Rock, Urban or Alternative Album vergeben. Im selben Jahr kündigte der Board of Trustees der Recording Academy jedoch an, dass er die Kategorie bei den 55. Grammy Awards 2013 wieder vergeben will. Von 1984 bis 1991 waren in dieser Kategorie Einzeltitel oder Alben zulässig und ab 1992 nur noch Alben. Die Grammy-Kategorie heißt seit der Verleihung 2021 Grammy Award for Best Latin Pop or Urban Album.
Der puerto-ricanische Sänger José Feliciano wurde 1984 als erster in der Kategorie für sein Album Me enamoré ausgezeichnet und ist bis heute mit vier Auszeichnungen der häufigste Gewinner. Der am häufigsten nominierte Künstler ist der mexikanische Sänger Luis Miguel mit zwölf Nominierungen, die zu drei Siegen führten.

## Gewinner und Nominierte
| Jahr                 | Gewinner | Nationalität | Album | Nominierte | Bild des/der Gewinner(s) |
| -------------------- | --- | --- | --- | --- | --- |
| 1984                 | José Feliciano | Puerto Rico | Me enamoré | - Plácido Domingo – Bésame mucho - Lani Hall – Lani - Menudo – Una aventura llamada menudo - José Luis Rodríguez – Ven | |
| 1985                 | Plácido Domingo | Spanien | Siempre en mi corazón — Always in My Heart | - María Conchita Alonso – María Conchita - José Feliciano – Como tu quieres - José José – Secretos - Johnny – Invítame - Menudo – Evolución | |
| 1986                 | Lani Hall | Vereinigte Staaten | Es fácil amar | - José Feliciano – Ya soy tuyo - José Feliciano und José José – Por ella - José José – Reflexiones - Lucía Méndez – Sólo una mujer | |
| 1987                 | José Feliciano | Puerto Rico | Le lo lai | - José José – Pruébame - Pandora – ¿Cómo te va mi amor? - Danny Rivera – Inolvidable Tito … a mi me pasa lo mismo que a usted - Yuri – Yo te pido amor | |
| 1988                 | Julio Iglesias | Spanien | Un hombre solo | - María Conchita Alonso – Otra mentira más - Braulio – En bancarrota - Emmanuel – Solo - José José – Siempre contigo - Lunna – Lunna - Luis Miguel – Luis Miguel ’87: soy como quiero ser - Yolandita Monge – Laberinto de amor - Danny Rivera – Amar o morir | |
| 1989                 | Roberto Carlos | Brasilien | Roberto Carlos | - Dyango – Cae la noche - José José – Soy así - José Luis Perales – Sueño de libertad - Raphael – Las apariencias engañan | |
| 1990                 | José Feliciano | Puerto Rico | Cielito lindo | - Chayanne – Chayanne - Dyango – Suspiros - Miguel Gallardo – América - José Luis Rodríguez – Baila mi rumba | |
| 1991                 | José Feliciano | Puerto Rico | ¿Por qué te tengo que olvidar? | - Duncan Dhu – Autobiografía - Ana Gabriel – Quién como tú - Luis Miguel – 20 años - Isabel Pantoja – Se me enamora el alma | |
| 1992                 | Vikki Carr | Vereinigte Staaten | Cosas del amor | - Los Bukis – A través de tus ojos - Alejandra Guzmán – Flor de papel - Pandora – … Con amor eterno - Daniela Romo – Amada más que nunca | |
| 1993                 | Jon Secada | Vereinigte Staaten | Otro día más sin verte | - Cristian Castro – Agua nueva - Julio Iglesias – Calor - Luis Miguel – Romance - Raphael – Ave fénix - José Luis Rodríguez – El Puma en ritmo | |
| 1994                 | Luis Miguel | Mexiko | Aries | - María Conchita Alonso – Imáginame - Vikki Carr – Brindo a la vida, al bolero, a ti - José Feliciano – Latin Street ’92 - The Triplets – Algo más que amor                                                                                                   | |
| 1995                 | Luis Miguel | Mexiko | Segundo Romance | - Cristian Castro – El camino del alma - Plácido Domingo – De mi alma latina - Juan Gabriel – Gracias por esperar - La Mafia – Vida | |
| 1996                 | Jon Secada | Vereinigte Staaten | Amor | - Adolfo Angel und Gustavo Angel – Nuestras canciones - Rocío Dúrcal – Hay amores y amores - Julio Iglesias – La carretera - Maná – Cuando los ángeles lloran                                                                                                 | |
| 1997                 | Enrique Iglesias | Spanien | Enrique Iglesias | - Vikki Carr – Emociones - José Feliciano – Americano - Luis Miguel – Nada es igual … - Marco Antonio Solís – En pleno vuelo | |
| 1998                 | Luis Miguel | Mexiko | Romances | - Cristian Castro – Lo mejor de mí - Alejandro Fernández – Me estoy enamorando - Enrique Iglesias – Vivir - Julio Iglesias – Tango | |
| 1999                 | Ricky Martin | Puerto Rico | Vuelve | - Chayanne – Atado a tu amor - José Feliciano – Señor Bolero - Juan Gabriel – Celebrando 25 años de Juan Gabriel: En concierto en el Palacio de Bellas Artes - Enrique Iglesias – Cosas del amor                                                              | |
| 2000                 | Rubén Blades | Panama | Tiempos | - Juan Luis Guerra – Ni es lo mismoni es igual - Maná – MTV Unplugged - Luis Miguel – Amarte es un placer - Jaci Velasquez – Llegar a tí | |
| 2001                 | Shakira (Toningenieure: Adam Blackburn, Eric Schilling, Marcelo Añez und Sebastián Krys; Produzent: Tim Mitchell)                                                                                         | Kolumbien | MTV Unplugged | - Christina Aguilera – Mi reflejo - Óscar de la Hoya – Oscar de la Hoya - Luis Miguel – Vivo - Alejandro Sanz – El alma al aire | |
| 2002                 | Freddy Fender (Toningenieure und Produzenten: Joe Reyes, Michael Morales und Ronald Morales) | Vereinigte Staaten | La música de Baldemar Huerta | - Chayanne – Simplemente - Cristian Castro – Azul - Juan Gabriel – Abrázame muy fuerte - Jaci Velasquez – Mi corazón | |
| 2003                 | Bacilos (Toningenieure: Bob St. John, Eric Schilling, Gonzalo Vasquez, Gustavo Afont, Iker Gastraminsa, Jaime Lagueruela und Jon Fausty Produzenten: Gonzalo Vasquez und Luis Fernando Ochoa)             | Vereinigte Staaten | Caraluna | - Jorge Moreno – Moreno - Donato Poveda – Bohemio enamorado - Sin Bandera – Sin bandera - Diego Torres – Un mundo diferente | |
| 2004                 | Alejandro Sanz (Toningenieure: Pepo Sherman, Rafa Sardina und Mick Guzauski Produzent: Lulo Pérez) | Spanien | No es lo mismo | - Chayanne – Sincero - Natalia Lafourcade – Natalia Lafourcade - Luis Miguel – 33 - La Oreja de Van Gogh – Lo que te conté mientras te hacías la dormida | |
| 2005                 | Marc Anthony (Toningenieure: Gustavo „Pichon“ Dal Pont und Sebastián Krys Produzent: Estéfano) | Puerto Rico | Amar sin mentiras | - Bacilos – Sin vergüenza - Paulina Rubio – Pau-Latina - Diego Torres – MTV Unplugged - Carlos Vives – El rock de mi pueblo | |
| 2006                 | Laura Pausini (Toningenieur: Jon Jacobs Produzent: Dado Parisini) | Italien | Escucha | - Ricardo Arjona – Solo - Jorge Drexler – Eco - Andrea Echeverri – Andrea Echeverri - Kevin Johansen – Citi Zen | |
| 2007                 | Ricardo Arjona (Toningenieur: Ben Wisch) | Guatemala | Adentro | - Obie Bermúdez – Lo que trajo el barco - Fulano – Individual - Marco Antonio Solís – Trozos de mi alma, vol. 2 | |
| 2007                 | Julieta Venegas (Toningenieure: Cesar Sogbe, Coti Sorokin, Demian Nava, Juan Blas Caballero, Matías Sorokin und Sebastián Schon Produzent: Cachorro López)                                                | Mexiko | Limón y sal | - Obie Bermúdez – Lo que trajo el barco - Fulano – Individual - Marco Antonio Solís – Trozos de mi alma, vol. 2 | |
| 2008                 | Alejandro Sanz (Toningenieure: Carlos Alvarez, Lulo Perez, Pepo Sherman, Rafa Sardina und Thom Russo Produzent: Lulo Pérez)                                                                               | Spanien | El tren de los momentos | - Miguel Bosé und verschiedene Künstler – Papito - Jorge Drexler – 12 segundos de oscuridad - Luis Miguel – Navidades - Jennifer Peña – Dicen que el tiempo                                                                                                   | |
| 2009                 | Juanes (Produzent: Gustavo Santaolalla) | Kolumbien | La vida … es un ratico | - Jorge Drexler – Cara B - Luis Fonsi – Palabras del silencio - Luis Miguel – Cómplices - Tommy Torres – Tarde o temprano | |
| 2010                 | La Quinta Estación (Toningenieure: Armando Avila, Juan Carlos Moguel und Pepe Ortega Produzent: Armando Avila)                                                                                            | Spanien | Sin frenos | - Ricardo Arjona – 5to piso - Francisco Céspedes – Te acuerdas … - Natalia Lafourcade – Hu hu hu - Paulina Rubio – Gran City Pop | |
| 2011                 | Alejandro Sanz (Toningenieur: Bob Clearmountain Produzent: Tomás Torres) | Spanien | Paraíso Express | - Ricardo Arjona – Poquita ropa - Alex Cuba – Alex Cuba - Kany García – Boleto de entrada - Julieta Venegas – Otra cosa | |
| 2012                 | Statt der Kategorien Grammy Award for Best Latin Pop Album und Grammy Award for Best Latin Rock, Urban or Alternative Album wurde 2012 der Grammy Award for Best Latin Pop, Rock or Urban Album vergeben. | Statt der Kategorien Grammy Award for Best Latin Pop Album und Grammy Award for Best Latin Rock, Urban or Alternative Album wurde 2012 der Grammy Award for Best Latin Pop, Rock or Urban Album vergeben. | Statt der Kategorien Grammy Award for Best Latin Pop Album und Grammy Award for Best Latin Rock, Urban or Alternative Album wurde 2012 der Grammy Award for Best Latin Pop, Rock or Urban Album vergeben. | Statt der Kategorien Grammy Award for Best Latin Pop Album und Grammy Award for Best Latin Rock, Urban or Alternative Album wurde 2012 der Grammy Award for Best Latin Pop, Rock or Urban Album vergeben.                                                     | Statt der Kategorien Grammy Award for Best Latin Pop Album und Grammy Award for Best Latin Rock, Urban or Alternative Album wurde 2012 der Grammy Award for Best Latin Pop, Rock or Urban Album vergeben. |
| 2013                 | Juanes (Toningenieur: Gustavo Borner Produzent: Juan Luis Guerra) | Kolumbien | MTV Unplugged: Deluxe Edition | - Ricardo Arjona – Independiente - Fonseca – Ilusión - Kany García – Kany García *Jesse & Joy – ¿Con quién se queda el perro? | |
| 2014                 | Draco Rosa (Toningenieure: Seth Horan Atkins, Benny Faccone und Sadaharu Yagi) | Puerto Rico | Vida | - Frankie J – Faith, hope y amor - Ricardo Montaner – Viajero frecuente - Aleks Syntek – Syntek - Tommy Torres – 12 historias | |
| 2015                 | Rubén Blades (Toningenieur: Chris Sulit Produzent: Carlos Franzetti) | Panama | Tangos | - Camila – Elypse - Lila Downs, Niña Pastori und Soledad – Raíz - Juanes – Loco de amor - Marco Antonio Solís – Gracias por estar aquí | |
| 2016                 | Ricky Martin (Toningenieure: Reyes, Javier Garza, Ricardo López Laliinde und Carlos Fernando Lopez Produzent: Julio Reyes Copello)                                                                        | Puerto Rico | A quien quiera escuchar (Deluxe Edition) | - Pablo Alborán – Terral - Alex Cuba – Healer - Alejandro Sanz – Sirope - Julieta Venegas – Algo sucede | |
| 2017                 | Jesse & Joy | Mexiko | Un besito más | - Gaby Moreno – Ilusión - Laura Pausini – Similares - Sanalejo – Seguir latiendo - Diego Torres – Buena vida | |
| 2018                 | Shakira (Toningenieure: Carlos Hernández Carbonell und Dave Clauss) | Kolumbien | El Dorado | - Alex Cuba – Lo único constante - Juanes – Mis planes son amarte - La Santa Cecilia – Amar y vivir: En vivo desde la Ciudad de México, 2017 - Natalia Lafourcade – Musas (Un homenaje al folclore latinoamericano en manos de los Macorinos)                 | |
| 2019                 | Claudia Brant | Argentinien | Sincera | - Pablo Alboran – Prometo - Natalia Lafourcade – Musas (Un homenaje al folclore latinoamericano en manos de los Macorinos), Vol. 2 - Raquel Sofia – 2:00 AM - Carlos Vives – Vives                                                                            | |
| 2020 26. Januar 2020 | Alejandro Sanz | Spanien | #ElDisco | - Luis Fonsi – Vida - Maluma – 11:11 - Ricardo Montaner – Montaner - Sebastián Yatra – Fantasia | |
| 2021 14. März 2021   | Bad Bunny | Puerto Rico | Yhlqmdlg | - Camilo – Por primera vez - Kany García – Mesa para dos - Ricky Martin – Pausa - Debi Nova – 3:33 | |
| 2022 3. April 2022   | Alex Cuba | Kuba Kanada | Mendó | - Pablo Alborán – Vértigo - Paula Arenas – Mis amores - Ricardo Arjona – Hecho a la Antigua - Camilo – Mis manos - Selena Gomez – Revelación | |
| 2023 5. Februar 2023 | Rubén Blades & Boca Livre | Panama | Pasieros | - Christina Aguilera – Aguilera - Camilo – De adentro pa afuera - Fonseca – Viajante - Sebastián Yatra – Dharma + | |
| 2024 4. Februar 2024 | Gaby Moreno | Guatemala | X mí (vol. 1) | - Pablo Alborán – La cuarta hoja - AleMor – Beautiful Humans, Vol. 1 - Paula Arenas – A ciegas - Pedro Capó – La neta - Maluma – Don Juan | Gaby Moreno 2015 |
| 2025 2. Februar 2025 | Shakira | Kolumbien | Las mujeres ya no lloran | - Funk Generation von Anitta - El viaje von Luis Fonsi - García von Kany García - Orquídeas von Kali Uchis | |